# Memphis juliani
Espèce
Memphis juliani est une espèce d'insectes lépidoptères (papillons) de la famille des Nymphalidae, de la sous-famille des Charaxinae et du genre Memphis.

## Dénomination
Memphis juliani a été décrit par Luis Miguel Constantino (d) en 1999.

## Description
Memphis juliani est un papillon aux ailes antérieures à bord costal bossu, au bord externe légèrement concave, bord interne très concave, et aux ailes postérieures chacune munie d'une queue.
Le dessus est bleu foncé presque noir avec une ligne submarginale de taches rectangulaires bleu clair métallisé aux ailes postérieures et quelques taches du même bleu clair métallisé aux ailes antérieures.
Le revers est noir à reflets métallisés.

## Écologie et distribution
Memphis juliani est présent en Colombie,.

### Protection
Pas de statut de protection particulier.